# Afghansnöfink
Afghansnöfink (Pyrgilauda theresae) är en fågel i familjen sparvfinkar inom ordningen tättingar, Afghanistans enda endemiska fågelart.

## Kännetecken

### Utseende
Afghansnöfinken är en 13,5-15 cm lång snöfink med skillnad i utseende mellan könen. Hanen är gråbrun med vitt inslag i vingen, en svart ansiktsmask och en tudelad svart fläck på halsen. Honan är mer beigebrun med svagare och mer grå ansiktsmask samt mindre vitt i vingen. På manteln syns korta, mörka streck och på stjärten ett vitt band utom på de två mittersta stjärtpennorna. Flykten är tung och rak.

### Läten
Varningslätet är ett vasst ”tsi”. I flykten hörs mjuka ”quaak” och påstridiga ”zig-zig”.

## Utbredning och levnadsmiljö
Afghansnöfinken är endemisk för Afghanistan och förekommer enbart i norra delen av Hindukush, känd från bergspassen Shibar, Deh Sabz och Unai samt några andra områden mellan 67° och 69° O. Den hittas i bergstrakter på mellan 2575 meters höjd i steniga bergssluttningar och på bergsplatåer. Vintertid sprider den sig till lägre nivåer samt något norrut in i Badghisprovinsen och södra Turkmenistan.

## Levnadssätt
Afghansnöfinken lever mestadels av små frön från växter som Carex pachystylis, Convolvulus divaricatus, och Thuspeinantha persica men även av insekter som myror och vivlar. Vintertid formar den stora flockar med dussintals eller hundratals individer, ibland med andra snöfinkar, stensparvar och lärkor.

### Häckning
Afghansnöfinken häckar i hålor i marken utgrävda av gnagare som sislar och murmeldjur, framför allt gul sisel. Den fodrar boet med fjädrar samt hår från dromedarer, getter och gnagare.

## Systematik
Afghansnöfinken behandlas som monotypisk, det vill säga att den inte delas in i några underarter. Den har liksom övriga arter i Pyrgilauda tidvis placerats i Montifringilla.

## Status och hot
Arten har ett stort utbredningsområde och en stor population med stabil utveckling och tros inte vara utsatt för något substantiellt hot. Utifrån dessa kriterier kategoriserar internationella naturvårdsunionen IUCN arten som livskraftig (LC). Världspopulationen har inte uppskattats men den beskrivs som sparsamt förekommande till lokalt vanlig.

## Namn
Fågelns vetenskapliga artnamn hedrar Theresa Rachel Clay (1911-1995), brittisk parasitolog, expert på framför allt fågellöss.